# Río Tabatinga
El río Tabatinga es un río del estado de Minas Gerais perteneciente a la cuenca del río Jequitinhonha, ubicado al suroccidente de Brasil. Se localiza en las coordenadas 17°24′S 43°18′O / -17.400, -43.300.